# Butano (cóctel)
El butano es un cóctel muy típico de la Comunidad Foral de Navarra y regiones limítrofes, obtenido mediante la mezcla de pacharán y refresco o zumo de naranja.

## Preparación
La receta más común consiste en poner en un recipiente con varios cubitos de hielo (al gusto) una pequeña cantidad de pacharán. Posteriormente se completa con el refresco carbonatado o zumo de naranja, aunque también el zumo puede ser de otro tipo de fruta, como por ejemplo el melocotón.
Para terminar introducimos en el vaso una rodaja de piel de naranja u otro cítrico en su defecto (mandarina, limón, lima...), pudiéndose decorar además con una pajita.